# Кревелешть
Кревелешть, Кревелешті (рум. Crevelești) — село у повіті Бузеу в Румунії. Входить до складу комуни Кіліїле.
Село розташоване на відстані 118 км на північ від Бухареста, 38 км на північний захід від Бузеу, 113 км на захід від Галаца, 78 км на схід від Брашова.

## Населення
За даними перепису населення 2002 року у селі проживали 132 особи, усі — румуни. Усі жителі села рідною мовою назвали румунську.